# Copelatus bangalorensis
Copelatus bangalorensis är en skalbaggsart som beskrevs av Vazirani 1970. Copelatus bangalorensis ingår i släktet Copelatus och familjen dykare. Inga underarter finns listade i Catalogue of Life.